# Erik Lindström (läkare)

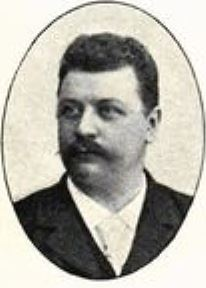
Erik Lindström.

Per Erik Lindström, född 14 december 1862 i Ängsö socken, Västmanlands län, död 27 november 1935, var en svensk läkare.
Lindström blev student vid Uppsala universitet 1880, medicine kandidat vid Karolinska institutet i Stockholm 1886 och medicine licentiat där 1890. Han var andre läkare vid Kronprinsessan Lovisas vårdanstalt för sjuka barn i Stockholm 1890 och 1891, blev bataljonsläkare i Fältläkarkårens reserv 1891, var amanuens och underkirurg vid Serafimerlasarettet 1892–1894, amanuens vid Sabbatsbergs sjukhus 1894, tillförordnad lasarettsläkare i Hudiksvall 1894–1896, lasarettsläkare i Karlshamn 1896–1900 och i Gävle 1901–1927. 
Lindström var verksam som medicinsk författare och ledamot av Deutsche Gesellschaft für Chirurgie från 1903. Han var ledamot av Blekinge läns landsting 1896–1900 och ordförande i Gästriklands läkarförening 1914–1926. Han blev medicine hedersdoktor i Stockholm 1910.